# 井奧會
井奧會（井奥会）、本部事務所設置在兵庫縣神戶市長田區五番町，原日本的指定暴力團（黑社會）之一・六代目山口組的2次團體。直參成員30餘人。2008年10月、井奧文夫被山口組「絕緣」處分，井奧文夫皆同井奧會退出山口組。

## 略史
1966年時期、井奧文夫為三代目山口組菅谷組（組長・菅谷政雄）的組員（舍弟）。1977年、菅谷組被山口組絕緣而獨立出、隨後在1981年解散了，井奧文夫在菅谷組解散後，就移藉三代目山口組山健組中野會（會長・中野太郎）擔任相談役。
儞後、升任為二代目山健組（組長・渡辺芳則）的若中。1989年又復歸中野會擔任會長代行。1992年2月、昇格為五代目山口組的直參（直系組長），1993年10月至2005年8月（六代目山口組發展前）、皆擔任組長秘書一職。
2008年10月、因連署聲援遭山口組處分的後藤忠政；在14日，與另6名直系組長同遭山口組的「除籍」、「絕緣」處分；21日，山口組對外宣告井奧文夫等8名直系組長退出。

## 最高幹部
- 會長・井奧文夫（六代目山口組若中）
- 會長代行・正司光勇（正司組組長）
- 若頭・樫田 昇（樫田組組長）
- 本部長・藤原弘三

## 其他組員

### 舍弟
- 〔姓氏不明〕（藤本組組長）

## 下部團體
- 港裕連合會（濱田市）
- 正司組
- 第二代神原組
- 細田組
- 花山組
- 今西組（京都）
- 門脇會